# ژان شاستانیه
ژان شاستانیه (فرانسوی: Jean Chastanié‎؛ ۲۴ ژوئیهٔ ۱۸۷۵ – ۱۴ آوریل ۱۹۴۸) دونده ۲۵۰۰ و ۵۰۰۰ متر اهل فرانسه بود.